# 扬科·博贝特科
扬科·博贝特科（1919年1月10日—2003年4月29日），克罗地亚陆军将军、克罗地亚共和国武装部队参谋长，曾参加第二次世界大战、克罗地亚独立战争。1995年被总统弗拉尼奥·图季曼免去军队职务。2000年退休。2002年被国际刑事法庭指控犯有战争罪和反人类罪。2003年去世。

## 作品
- 《Sve moje bitke》（1996年）